# Furuhata Ninzaburō
Furuhata Ninzaburō (古畑 任三郎) là bộ phim truyền hình dài tập của Nhật Bản được phát sóng định kỳ trên đài truyền hình Fuji từ năm 1994 cho đến khi tập phim cuối cùng vào năm 2006. Bộ phim được viết bởi nhà soạn kịch Nhật Bản Koki Mitani và thường được gọi là phiên bản tiếng Nhật của Columbo.